# Friendly Persuasion (Lied)

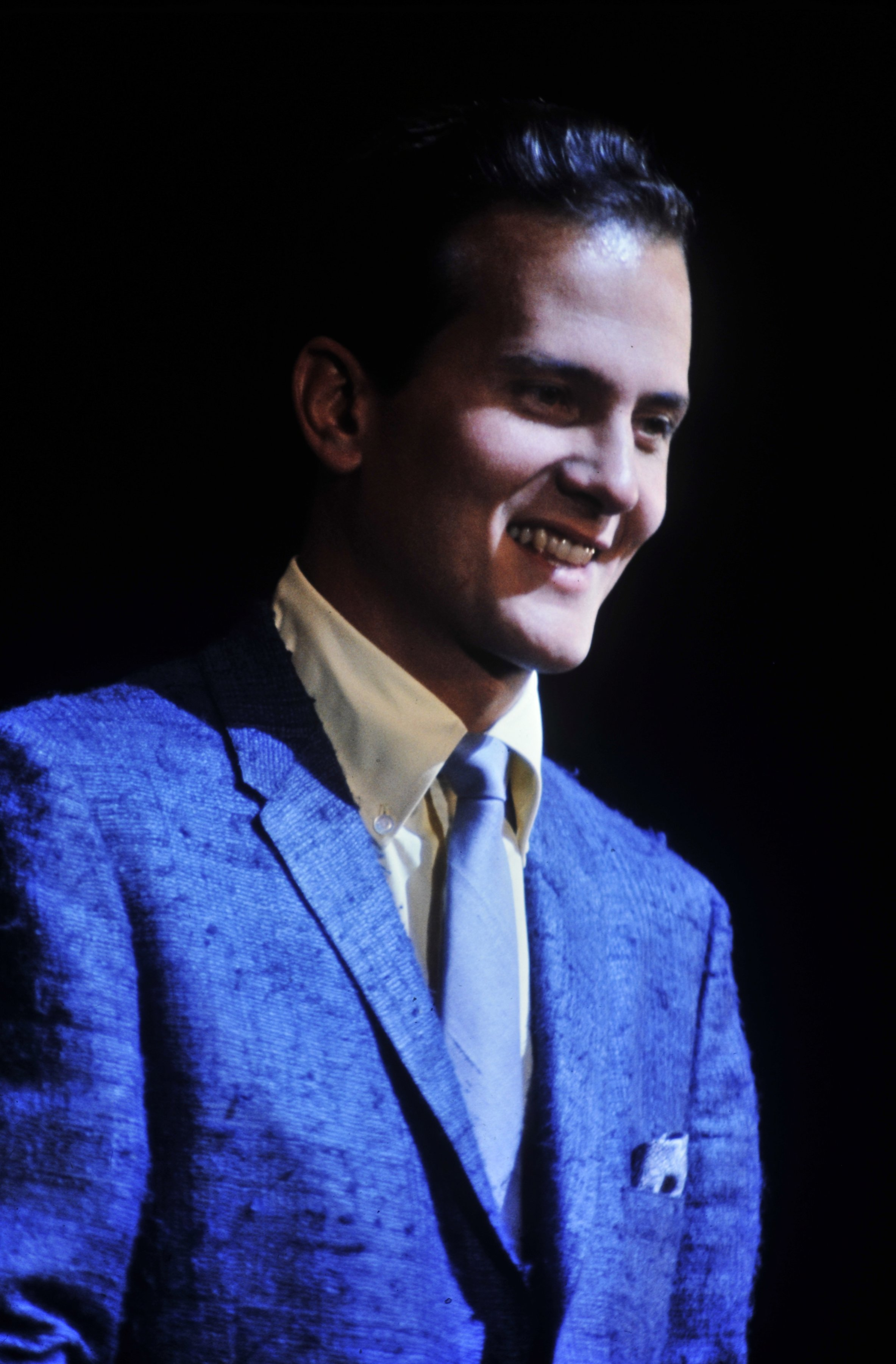
Pat Boone, 1960

Friendly Persuasion ist ein Popsong, der von Dimitri Tiomkin (Musik) und Paul Francis Webster (Text) für den Film Lockende Versuchung geschrieben und 1956 veröffentlicht wurde. Pat Boone und The Four Aces waren 1957 mit dem Stück erfolgreich in den US-Charts.

## Hintergrund
Tiomkin und Webster schrieben den Song Friendly Persuasion (Thee I Love) (so der vollständige Titel) für den Film Lockende Versuchung (Friendly Persuasion, 1956, Regie: William Wyler) mit Gary Cooper in der Hauptrolle. Das Lied erhielt 1957 eine Oscar-Nominierung in der Kategorie Bester Song. Das Stück wird im Filmvorspann von Pat Boone gesungen, die Melodie zieht sich als Motiv durch den Film. In der deutschen Synchronfassung von Lockende Versuchung wird eine deutsche Fassung des Liedes mit dem Titel Für uns zwei von Tony Weller gesungen.
Pat Boone und The Four Aces waren 1957 mit dem Song erfolgreich in den US-Charts. Einer der Hauptdarsteller von Lockende Versuchung, Anthony Perkins, nahm eine eigene Fassung auf. In den folgenden Jahren entstanden u. a. auch Coverversionen von Musikern wie George Shearing, Ted Heath, Lem Winchester, Dinah Washington, Cleo Laine und Toots Thielemans.